# Поульсен, Вальдемар

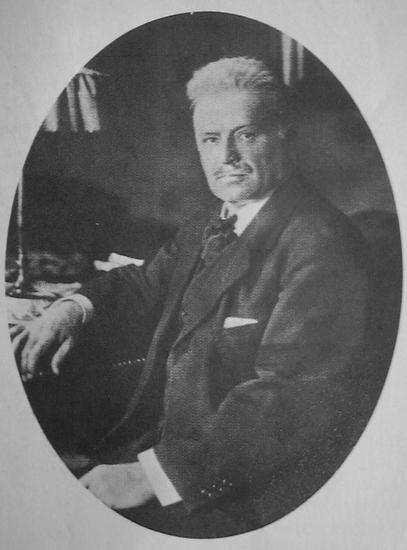
Вальдемар Поульсен (1869—1942)

Вальдемар Поульсен (дат. Valdemar Poulsen, 23 ноября 1869, Копенгаген — 23 июля 1942) — датский инженер. Разработал способ магнитной записи на проволоку в 1898 году.
Принцип магнитной записи был продемонстрирован Поульсеном в начале 1898 года. Первый прибор назывался телеграфоном и использовал металлическую (стальную) проволоку в качестве носителя. Современные магнитофоны используют более удобные и надёжные магнитные ленты, но базовый принцип аналоговой записи звука не изменился: с усилителя сигнал подаётся на записывающую головку, вдоль которой с постоянной скоростью перемещается носитель (лента или проволока), в результате чего носитель намагничивается соответственно звуковому сигналу. При воспроизведении звука носитель с той же скоростью протягивается вдоль воспроизводящей головки, индуцируя в ней слабый электрический сигнал, который после усиления подаётся на громкоговоритель.
Патент на телеграфон Поульсен получил в 1898 году. Усилителей звука тогда ещё не было, поэтому звук был очень слабым и его можно было слушать только в наушниках.
В 1908 году Поульсен разработал усовершенствованный вариант дугового передатчика, названного его именем. Умер на 73-м году жизни в Нью-Йорке, США. В 1969 году была выпущена почтовая марка в честь Поульсена.

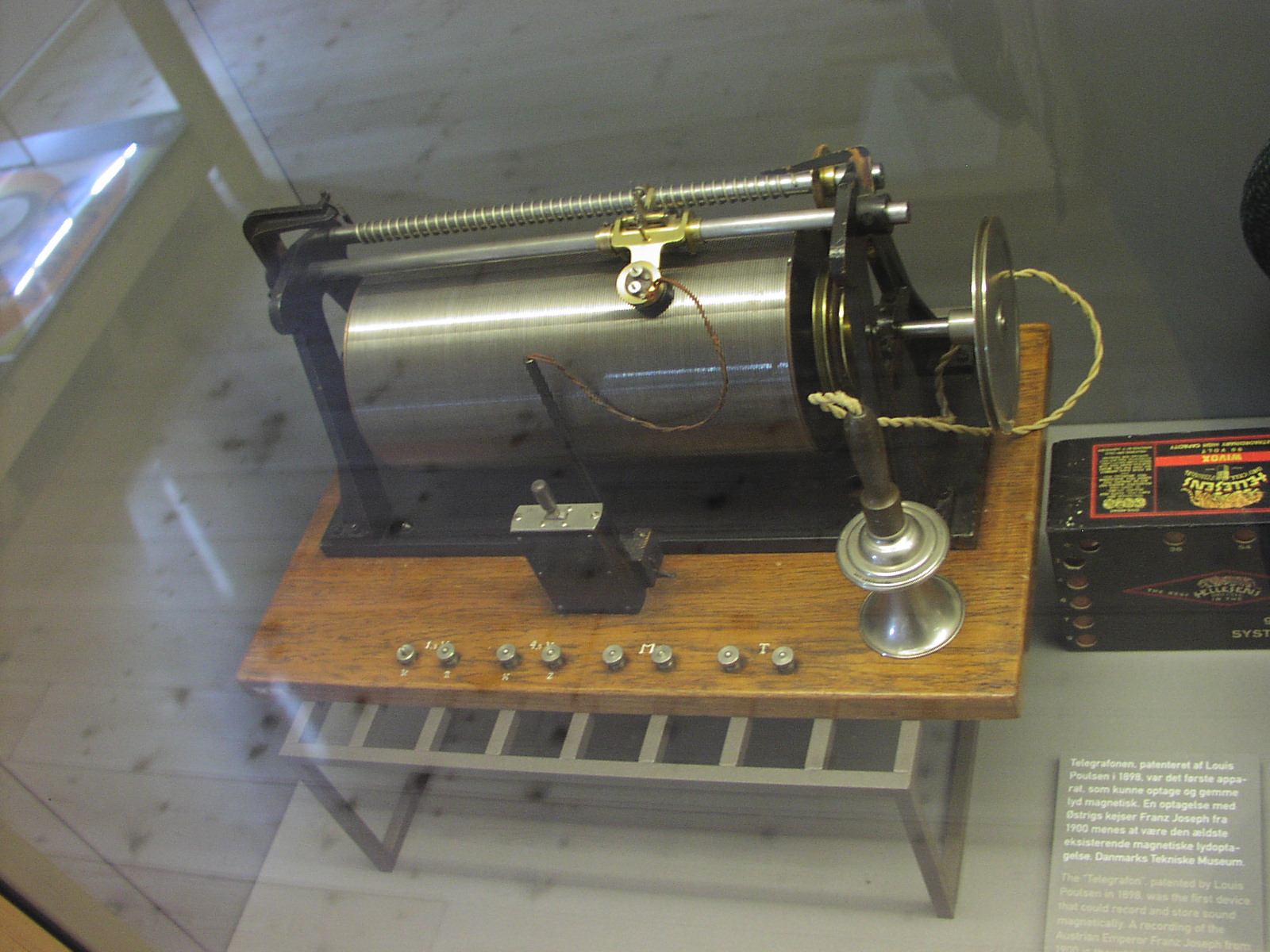
Телеграфон Поульсена
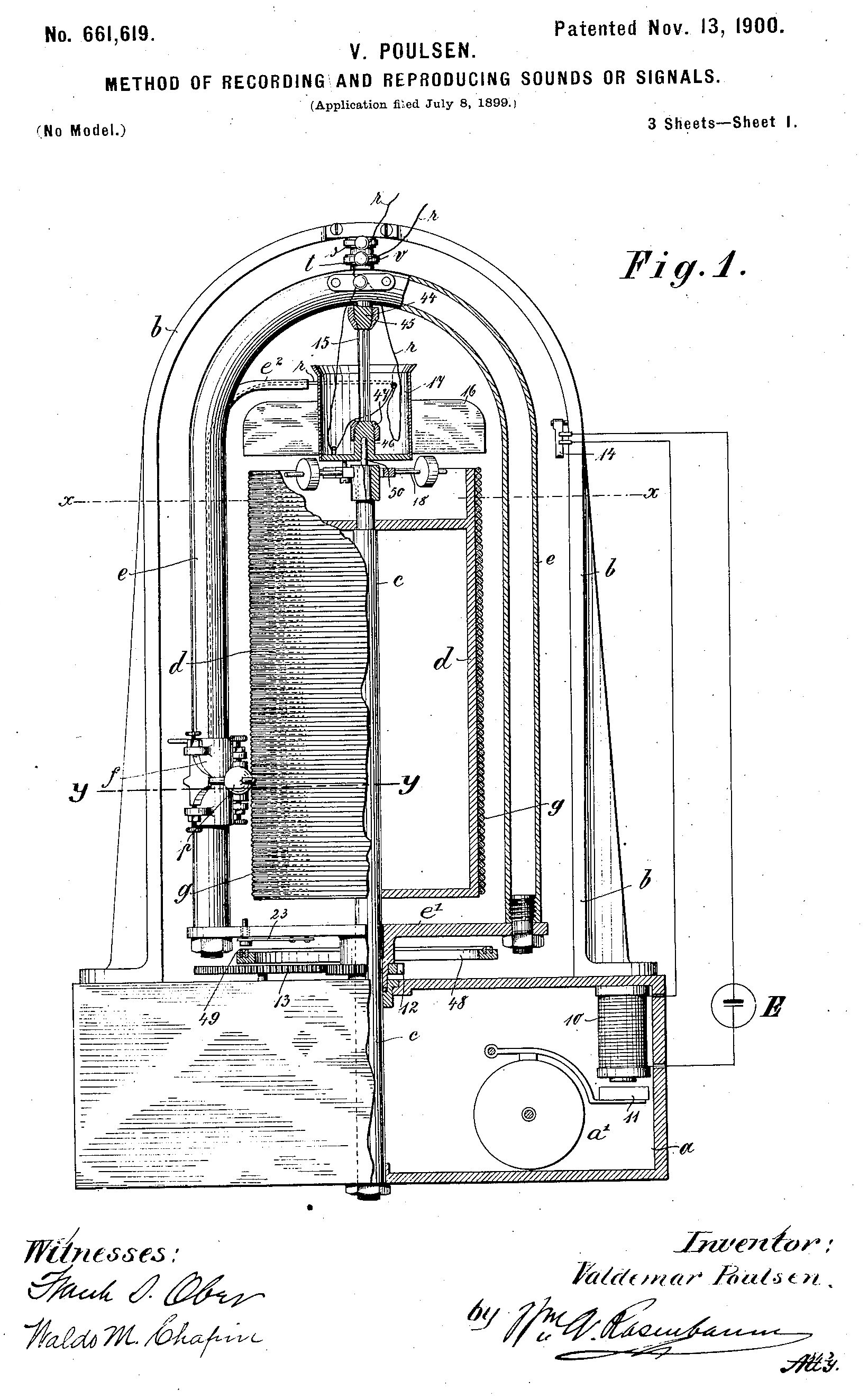
Патент США Поульсена на записывающее устройство на магнитной проволоке